# Vodne, Simferopol
Vodne (în ucraineană Водне) este un sat în comuna Pojarske din raionul Simferopol, Republica Autonomă Crimeea, Ucraina.

## Demografie
Componența lingvistică a localității Vodne
     Rusă (53,33%)
     Tătară crimeeană (30,54%)
     Ucraineană (15,83%)
     Alte limbi (0,3%)
Conform recensământului din 2001, majoritatea populației localității Vodne era vorbitoare de rusă (53,33%), existând în minoritate și vorbitori de tătară crimeeană (30,54%) și ucraineană (15,83%).